# Hans Beyer (Historiker)
Hans Beyer (* 6. März 1920 in Berbisdorf; † 4. Dezember 1999 in Leipzig) war ein deutscher marxistischer Historiker.

## Leben
Von 1934 bis 1937 absolvierte er eine Malerlehre bei Maler-Meister Johannes König in Stollberg/Erzgeb. (April 1937 Gesellenprüfung als Maler). Er erwarb am 22. Juni 1955 den Dr. phil. an der Philosophischen Fakultät der KMU Leipzig bei Ernst Engelberg und Walter Markov und die Habilitation am 4. Mai 1966 an der Philosophischen Fakultät der KMU Leipzig bei Robert Wilhelm Schulz, Klaus Zweiling und Günther Großer. Er war von 1959 bis 1961 Professor mit Lehrauftrag für Dialektischen und Historischen Materialismus, von 1961 bis 1966 Professor mit vollem Lehrauftrag für Dialektischen und Historischen Materialismus und von 1966 bis 1985 ordentlicher Professor für Dialektischen und Historischen Materialismus.

## Schriften (Auswahl)
- München 1919. Der Kampf der Roten Armee in Bayern 1919. Berlin 1956, OCLC 604744015.
- Von der Novemberrevolution zur Räterepublik in München. Berlin 1957, OCLC 257804900.
- Die Revolution in Bayern 1918/1919. Berlin 1988, ISBN 3-326-00328-5.